# Beketivka, Nikopol
Beketivka (în ucraineană Бекетівка) este un sat în comuna Kirove din raionul Nikopol, regiunea Dnipropetrovsk, Ucraina.

## Demografie
Componența lingvistică a localității Beketivka
     Ucraineană (88,89%)
     Rusă (11,11%)
Conform recensământului din 2001, majoritatea populației localității Beketivka era vorbitoare de ucraineană (88,89%), existând în minoritate și vorbitori de rusă (11,11%).